# Floorball U17DM
Floorball U17 DM afvikles som en turnering opdelt i øst og vest. De to bedste hold fra hver kreds mødes til Final4.

## Vindere
| År      | Guld                     | Sølv                         | Bronze                              | 4.plads                      | Vært                            | Antal hold tilmeldt |
| ------- | ------------------------ | ---------------------------- | ----------------------------------- | ---------------------------- | ------------------------------- | ------------------- |
| 2018/19 |                          |                              |                                     |                              |                                 | 10                  |
| 2017/18 | Frederikshavn Blackhawks | Strandby-Elling (1-5)        | Benløse Floorball                   | Rødovre Floorball Club (3-5) |                                 | 9                   |
| 2016/17 | Frederikshavn Blackhawks | Benløse Floorball (4-5)      | Copenhagen FC                       | Sunds Seahawks (4-6)         |                                 | 6                   |
| 2015/16 | Benløse Floorball        | Frederikshavn (5-6 ot. str.) | Copenhagen                          | Sunds                        | Benløse Floorball               | 6                   |
| 2014/15 | Benløse Floorball        | Vanløse (2-5)                | Frederikshavn                       | Sunds (4-7)                  | Benløse Floorball               | 8                   |
| 2013/14 | Benløse Floorball        | Frederikshavn (3-4)          | Sunds                               | Rødovre (6-10)               | Rødovre                         | 9                   |
| 2012/13 | FC Outlaws               | AaB (4-6)                    | Benløse Floorball                   | Copenhagen (4-10)            | Benløse Floorball               | 9                   |
| 2011/12 | FC Outlaws               | Frederikshavn Bulldogs (2-3) | Copenhagen                          | Benløse Floorball            | Frederikshavn                   | 9                   |
| 2010/11 | FC Outlaws               | Benløse Floorball            | Frederikshavn Bulldogs              | Benløse                      |                                 |                     |
| 2009/10 | Frederikshavn Bulldogs   | Benløse Floorball            | Herlev / Herning                    |                              |                                 |                     |
| 2008/09 | Frederikshavn Bulldogs   | Hvidovre                     | Helsingør / FC Outlaws              |                              |                                 |                     |
| 2007/08 | Frederikshavn Bulldogs   | Hvidovre                     | Benløse / FC Outlaws                |                              |                                 |                     |
| 2006/07 | Herning                  | Hvidovre                     | Frederikshavn Bulldogs / Rødovre    |                              |                                 |                     |
| 2005/06 | Frederikshavn Bulldogs   | Hvidovre                     | Frederikshavn Bulldogs / Jægerspris |                              |                                 |                     |
| 2004/05 | Frederikshavn Bulldogs   | Hvidovre                     | Benløse / Sunds                     |                              |                                 |                     |
| 2003/04 | Frederikshavn Bulldogs   | Benløse                      | Herning                             |                              | Valby - Hallen - DM finaledagen |                     |
| 2002/03 | Herning                  | Hørsholm                     | Jyderup                             |                              | Benløse                         |                     |
| 2001/02 | Herning                  | FC Outlaws                   | Hørsholm                            |                              |                                 |                     |
| 2000/01 | Hvidovre                 | FC Outlaws                   | Herning                             |                              |                                 |                     |
| 1999/00 | Vanløse                  | Hvidovre                     | Frederikshavn Bulldogs              |                              |                                 |                     |
| 1998/99 | Frederikshavn Bulldogs   | Hørsholm                     | Farum                               |                              | Hørsholm                        |                     |
| 1997/98 | Hørsholm                 | Jægerspris                   | Frederikshavn Bulldogs              |                              |                                 |                     |
| 1996/97 | Jægerspris               | Frederikshavn Bulldogs       |                                     |                              |                                 |                     |

## Medaljestatistik
| Klub                     | Guld | Sølv | Bronze |
| ------------------------ | ---- | ---- | ------ |
| Frederikshavn Bulldogs   | 7    | 2    | 5      |
| Benløse                  | 3    | 3    | 3      |
| FC Outlaws               | 3    | 2    | 2      |
| Herning                  | 3    | 0    | 3      |
| Hvidovre                 | 1    | 6    | 0      |
| Hørsholm                 | 1    | 2    | 1      |
| Jægerspris               | 1    | 1    | 1      |
| Vanløse                  | 1    | 1    | 0      |
| Frederikshavn Blackhawks | 0    | 2    | 1      |
| AaB                      | 0    | 1    | 0      |
| Sunds                    | 0    | 0    | 2      |
| Copenhagen               | 0    | 0    | 2      |
| Farum                    | 0    | 0    | 1      |
| Helsingør                | 0    | 0    | 1      |
| Herlev                   | 0    | 0    | 1      |
| Jyderup                  | 0    | 0    | 1      |
| Rødovre                  | 0    | 0    | 1      |